# Nikolaikapelle
Nikolaikapelle (Nikolauskapelle) ist der Name mehrerer kunst- und bauhistorisch bedeutender Kapellen, die Nikolaus (Nicolaus, lat. Gen. Nicolai) von Myra geweiht sind. Nikolaus-Patrozinien finden sich sowohl bei ursprünglichen Seefahrer-Kapellen in zahlreichen deutschen, baltischen und russischen Hafen- und Hansestädten als auch im Binnenland bei Gotteshäusern, die in ehemaligen Kaufmannsvierteln stehen oder von Kaufmannsgemeinschaften gestiftet wurden. Kapellen, die Niklaus von Flüe geweiht sind, finden sich unter Bruder-Klaus-Kapelle.
- Klausstein-Kapelle, Ahorntal
- Alzey: der 1350 erstmals erwähnte Vorgängerbau der Nikolaikirche (Alzey)
- Bonndorf im Schwarzwald: Schlosskapelle (Bonndorf im Schwarzwald)
- Esslingen am Neckar: Nikolauskapelle (Esslingen)
- Frankfurt am Main: Nikolauskapelle (Frankfurt-Bergen)
- Geretsried: Nikolauskapelle (Geretsried)
- Amt Neuhaus: St.-Nicolai-Kapelle (Haar)
- Hannover: Nikolaikapelle (Hannover)
- Hechthausen: St.-Nikolaus-Kapelle (Hechthausen)
- Kitzingen: ehemalige Nikolauskapelle des Siechenhauses
- Klingenmünster: Nikolauskapelle (Klingenmünster)
- Köditz: Nikolaikapelle (Köditz)
- Köln: Nikolaus-Kapelle (Köln)
- Langerwehe, Ortsteil Geich: Nikolauskapelle (Geich)
- Lauffen am Neckar: Nikolauskapelle (Lauffen am Neckar)
- Lüxheim: St.-Nikolaus-Kapelle (Lüxheim)
- Medebach, Ortsteil Referinghausen: Nikolauskapelle (Referinghausen)
- Mönchengladbach: Kapelle Günhoven
- Mönchengladbach, Ortsteil Hardt: St.-Nikolaus-Kapelle (Mönchengladbach)
- Naumburg (Saale): Nikolaikapelle im Naumburger Dom
- Nijmegen: Nikolauskapelle (Nijmegen)
- Nörvenich, Ortsteil Frauwüllesheim, Weiler Isweiler: St.-Nikolaus-Kapelle (Isweiler)
- Reinsport: Nikolauskapelle (Reinsport)
- Rojen, Vinschgau: Nikolauskapelle (Rojen)
- Ruppertshofen (Ostalbkreis): Nikolaus-Kapelle (Ruppertshofen)
- Schwäbisch Hall: Friedhofskapelle (Nikolaifriedhof, Schwäbisch Hall)
- Soest: Nikolaikapelle (Soest)
- St.-Nikolaus-Kapelle (Vastorf), Niedersachsen
- Vettweiß, Ortsteil Lüxheim: St.-Nikolaus-Kapelle (Lüxheim)
- Wanna, Ortsteil Ahlenfalkenberg: Nikolaikapelle (Ahlenfalkenberg)
- Weißenburg in Bayern, Ortsteil Wülzburg: St. Nikolaus (Wülzburg)
- Wien: Nikolaikapelle (Wien) im Lainzer Tiergarten
- Worms: Nikolauskapelle (Worms) am Kaiserdom St. Peter